# Fontanna Panteonu

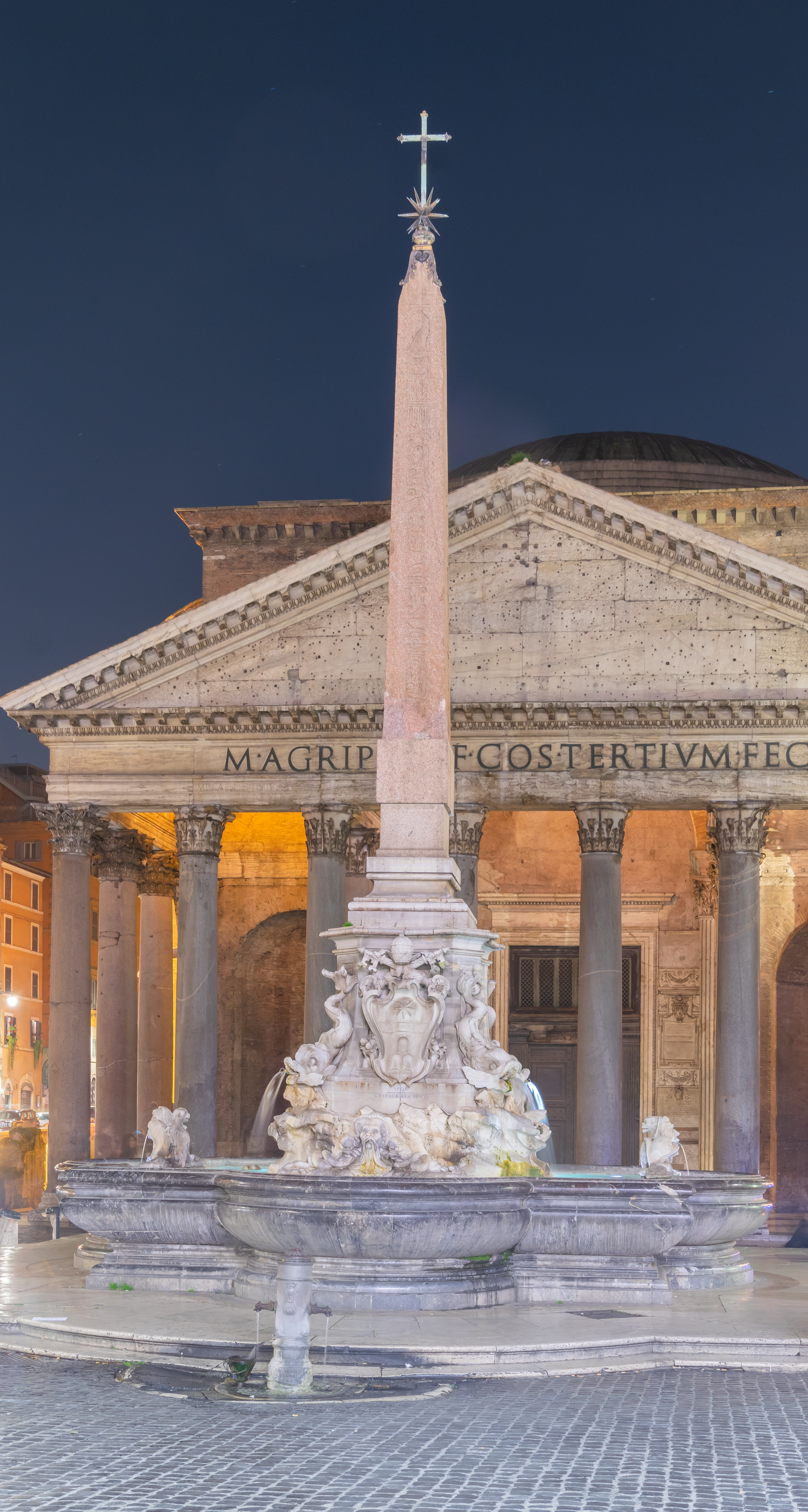
Fontanna Panteonu

Fontana del Pantheon (Fontanna Panteonu, zwana także Fontanną z Obeliskiem lub Fontanną na Piazza della Rotonda) – barokowa fontanna dłuta Leonarda Sormani, zlokalizowana na Piazza della Rotonda w Rzymie, naprzeciwko wejścia do rzymskiego Panteonu.  
Fontanna została zamówiona przez papieża Grzegorza XIII, a zaprojektował ją Giacomo della Porta w 1575 roku.
W 1711 roku papież Klemens XI zdecydował o zmianie fontanny, zlecając Filippo Barigioniemu nowy projekt. Jedna z najpoważniejszych dotyczyła umiejscowienia w centrum egipskiego obelisku Ramzesa II.
Ponad 150 lat później, w 1886 roku oryginalne figury zostały zastąpione kopiami wykonanymi przez Luigi Amiciego. Oryginały można dziś oglądać w Muzeum Rzymu. 